# Матильда де Шатільйон
Матильда де Шатільон (Маго ; 1293 — 3 жовтня 1358) — донька Гі III де Шатільон-Сен-Поля та Марії Бретонської.

## Шлюб
В 1308 році Матильда вийшла заміж за Карла Валуа (1270—1325), сина короля Франції Філіппа III та Ізабелли Арагонської. Карл вже був одружений двічі, в 1308 році померла його друга дружина Катерина де Куртене. У Матильди та Карла народилися син та три доньки. Одна з дочок зробила їх пращурами французьких королів, а друга стала королевою Німеччини.
- Людовик II (1309—1328), граф Шартрський та Алансонський.
- Марія (1311—1331), в 1324 році вийшла заміж за Карла Калабрійського (1298—1328), народила майбутню королеву Джованну I Неаполітанську
- Ізабелла (1313—1383), в 1336 році вийшла заміж за П'єра I, герцога де Бурбона (1311—1356).
- Бланка (1317—1348), в 1329 році вийшла заміж за Карла IV (1316—1378), імператора Священної Римської імперії і короля Чехії.

У 1325 році Матильда овдовіла. Вона пережила чоловіка на 33 роки і померла в 1358 році на 66-му році життя. На той час лише одна її дитина залишалася живою — донька Ізабелла .